# Chemin-Canisto
Chemin-Canisto (Canisto Road en anglais) est un village du comté de Kent, au nord-est de la province canadienne du Nouveau-Brunswick. Le village est une autorité taxatrice du district de services locaux  (DSL) de la paroisse de Saint-Louis.

## Géographie
Chemin-Canisto est situé au bord de la rivière Kouchibouguacsis, à l'est de Saint-Louis-de-Kent.

### Géologie
Le sous-sol de Chemin-Canisto est composé principalement de roches sédimentaires du groupe de Pictou datant du Pennsylvanien (entre 300 et 311 millions d'années).

## Histoire
Chemin-Canisto est situé dans le territoire historique des Micmacs, plus précisément dans le district de Sigenigteoag, qui comprend l'actuelle côte Est du Nouveau-Brunswick, jusqu'à la baie de Fundy.
Chemin-Canisto est fondé avant 1815 par des Acadiens originaires des environs ; la localité s'appelle à l'origine Village-Leblanc, ou White Settlement en anglais.
En 1825, le territoire est touché par les grands feux de la Miramichi, qui dévastent entre 10 000 et 20 000 km2 dans le centre et le nord-est de la province et tuent en tout plus de 280 personnes,.
Les Archives provinciales du Nouveau-Brunswick ne répertorient aucune information historique sur Chemin-Canisto.

## Administration

### Représentation et tendances politiques
Nouveau-Brunswick: Chemin-Canisto fait partie de la circonscription provinciale de Rogersville-Kouchibouguac, qui est représentée à l'Assemblée législative du Nouveau-Brunswick par Bertrand LeBlanc, du Parti libéral. Il fut élu en 2010.
 Canada: Chemin-Canisto fait partie de la circonscription fédérale de Beauséjour. Cette circonscription est représentée à la Chambre des communes du Canada par Dominic LeBlanc, du Parti libéral.